# 和歌山三菱ふそう自動車販売
和歌山三菱ふそう自動車販売株式会社（わかやまみつびしふそうじどうしゃはんばい）は、和歌山県田辺市に本社を置く、三菱ふそうトラック・バスが製造したトラック・バスを取り扱う自動車販売会社である。
他社も出資している関係などから、「三菱ふそうトラック・バス ○○ふそう」と言った広域統合の対象とはならない。

## 概要
和歌山県内において、三菱ふそう車の新車・中古車（三菱自動車工業の頃に製造された車両を含む）と、産業用のエンジンの販売・修理などを行っている。

## 沿革
- 1964年3月 - 設立。

## 拠点
- 本社・田辺支店

田辺市東山2丁目31-15
- 和歌山支店

和歌山市湊56